# Fontaine des Vignerons
La fontaine des Vignerons est un monument historique situé à Thann, dans le département français du Haut-Rhin.

## Localisation
Cette construction est située place des Vignerons à Thann.

## Historique
L'édifice fait l'objet d'une inscription au titre des monuments historiques depuis 1922.